# Lukas Skrivanek
Lukas Skrivanek (sinh 1 tháng 2 năm 1997) là một cầu thủ bóng đá Áo, thi đấu cho FC Blau-Weiß Linz theo dạng cho mượn từ SK Sturm Graz.

## Club career
Anh ra mắt Giải bóng đá hạng nhất quốc gia Áo cho FC Blau-Weiß Linz ngày 21 tháng 7 năm 2017 trong trận đấu với FC Wacker Innsbruck.